# Jan Ignacy Lewicki

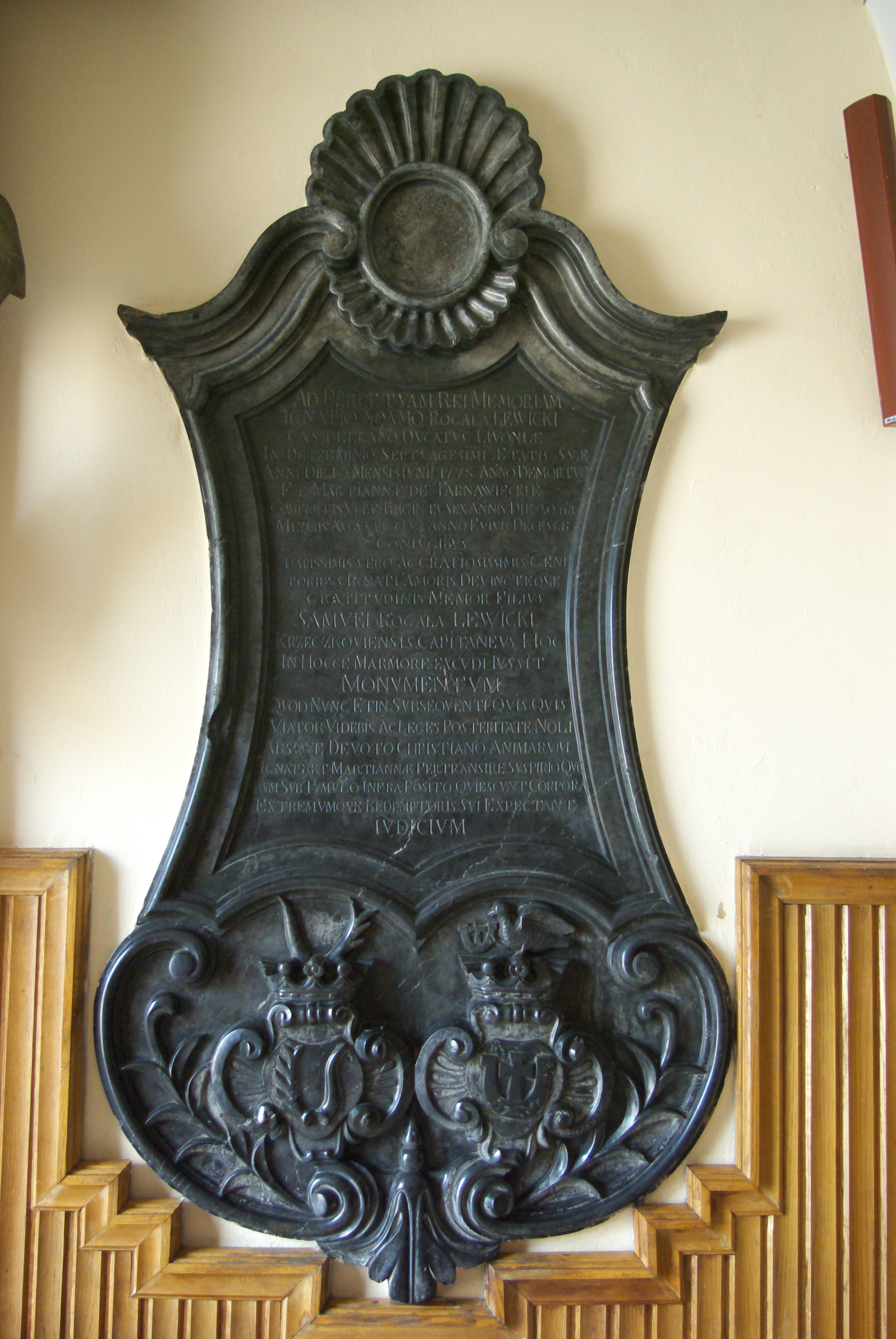
Epitafium Ignacego i Marcjanny Lewickich

Jan Ignacy Adam Lewicki herbu Rogala (ur. ?, zm. 1788) – właściciel ziemski, urzędnik w XVIII wieku okresu I Rzeczypospolitej.

## Życiorys
Był synem Kazimierza Lewickiego i Antoniny z domu Paszkowskiej. 
Pełnił funkcję deputata podlaskiego na Trybunał Koronny (1756). Sprawował urzędy łowczego lwowskiego (1759), podstarościego wzgl. podstolego (1764), sędziego grodzkiego w Przemyślu (1766), kasztelana inflanckiego od 1769 do 1778, gdy zrezygnował z tej funkcji.  Sędzia kapturowy ziemi przemyskiej w 1764 roku.
W 1762 zakupił od Branickiego wójtostwo we wsi Hołody. Był dziedzicem majątków ziemskich: Bircza, Nowa Wieś, Leszczawa, Trzcianiec. 
Osiadł w Sanoku przybywając z Inflant pod koniec okresu panowania Augusta III Sasa. Został pochowany w krypcie kościoła Franciszkanów w Sanoku.
Jego pierwszą żoną była Marcjanna Tarnawiecka (zm. 1754, córka stolnika winnickiego), a drugą żoną została Salomea Morska (zm. 1790, wdowa po Józefie Humnickim, łowczym przemyskim). Z pierwszą żoną miał kilkoro dzieci, w tym Samuela (urzędnik ziemski), Annę wzgl. Joannę Magdalenę (ur. w Sanoku, od 1759 zamężna z podstolicym Michał Błońskim, później zamężna z chorążym sanockim Żurowskim). Jego potomkami byli Bronisław Lewicki (prezes c. k. sądu, tajny radca dworu), Stefan Lewicki (nauczyciel) i Janusz Szuber (poeta).
Samuel Lewicki ufundował rodzicom epitafium w kościele Franciszkanów w Sanoku, wykonane z czarnego marmuru i inskrypcją w języku łacińskim.